# Battaglia di San Gottardo (1664)
La battaglia di San Gottardo (Szentgotthárd in ungherese), detta anche battaglia di Mogersdorf, o anche Battaglia del fiume Raab, fu combattuta fra le truppe imperiali appoggiate dai principi tedeschi e da reggimenti scelti francesi, guidate da Raimondo Montecuccoli, contro le truppe ottomane guidate dal Gran visir Ahmed Köprülü e terminò con una decisiva vittoria imperiale, di notevole importanza in quanto diede a Vienna la possibilità di costruire le fortificazioni che vent'anni dopo avrebbero fermato definitivamente l'avanzata turca verso il cuore dell'Europa.

## Le cause della guerra
In seguito alla seconda guerra del nord il voivoda di Transilvania Giorgio Rákóczy, entrato in guerra al fianco degli svedesi, era stato deposto dalla Porta, ed il suo rifiuto di cedere il potere aveva provocato un intervento armato che si risolse con la sua morte nel 1660. La successione a Rákóczy creò una vivace vertenza diplomatica tra Impero e ottomani, entrambi interessati a mettere al potere un proprio candidato per controllare una regione tanto rilevante strategicamente. Il principe di Transilvania, erede di Rákóczy, János Kemény, era appoggiato ed ospitato a Vienna, questa situazione portò ad una dichiarazione di guerra della Porta all'Impero. Nel 1663 l'imperatore Leopoldo I convocò una dieta dei principi tedeschi, ottenendo l'appoggio contro i turchi sia dei principi tedeschi sia della Francia, che pure negli anni precedenti aveva tenuto un atteggiamento non ostile verso la Porta.

## Le manovre che portarono alla battaglia

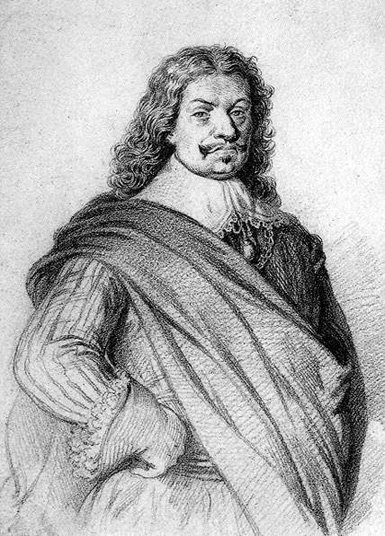
Ritratto di Raimondo Montecuccoli, comandante delle forze imperiali

All'inizio della campagna le forze turche ammontavano a quasi 100 000 uomini, praticamente tutti soldati regolari e sotto il comando unico di Ahmed Köprülü. Invece le forze iniziali dell'impero comprendevano solo 12 000 uomini di forza mobile e 28 000 di guarnigione al comando di Raimondo Montecuccoli e circa 15 000 uomini del bano di Croazia Miklós Zrínyi, valente generale, ma orientato ad una politica totalmente differente, quando non ostile, da quella dell'Austria. Tuttavia, oltre alle forze imperiali immediatamente disponibili, stavano affluendo forze dai principati tedeschi e dal Regno di Francia.
La base di raccolta delle truppe ottomane era nella città di Osijek, sita alla confluenza della Drava nel Danubio, ma fra la metà di maggio 1664 e l'inizio di giugno Köprülü spostò le sue forze alla confluenza della Drava con la Mura. Montecuccoli, che già da tempo aveva predisposto un servizio di esplorazione fra la Mura e la Raab, pur non volendo impegnare prematuramente battaglia, dato che non erano ancora giunti rinforzi significativi, prese posizione oltre la Mura di fronte alle forze nemiche.
La posizione di Montecuccoli era molto forte, con il fronte protetto da un fiume (la Mura) largo e profondo, quindi non guadabile ed attraversabile su barche in presenza del nemico solo con grandi difficoltà. Dopo quasi un mese di tentativi infruttuosi di forzare Montecuccoli ad una battaglia campale Köprülü si decise a tentare il forzamento della Mura in un diverso punto, quindi il 12 luglio tolse il campo e si diresse a nord, verso Körmend. La sua manovra prevedeva un forzamento della Raab ed una successiva marcia su Vienna via Fürstenfeld e Wiener Neustadt, ma si trovò nuovamente di fronte Montecuccoli, che, avendo seguito le sue mosse con la cavalleria, coperto dalla Mura e dalla Lendava, aveva attraversato la Raab a San Gottardo, a 30 km da Körmend.
A questo punto l'unica soluzione che restava per l'esercito ottomano era di forzare il fiume ed ingaggiare battaglia. Tuttavia a Körmend il fiume era più largo e profondo che a San Gottardo (dove aveva effettuato l'attraversamento Montecuccoli), quindi Köprölü si diresse verso quella posizione, iniziando il movimento il 30 luglio. Il giorno successivo i due eserciti si fronteggiavano sulle due rive del fiume, gli ottomani pronti ad attaccare e gli imperiali pronti a difendere il passaggio.

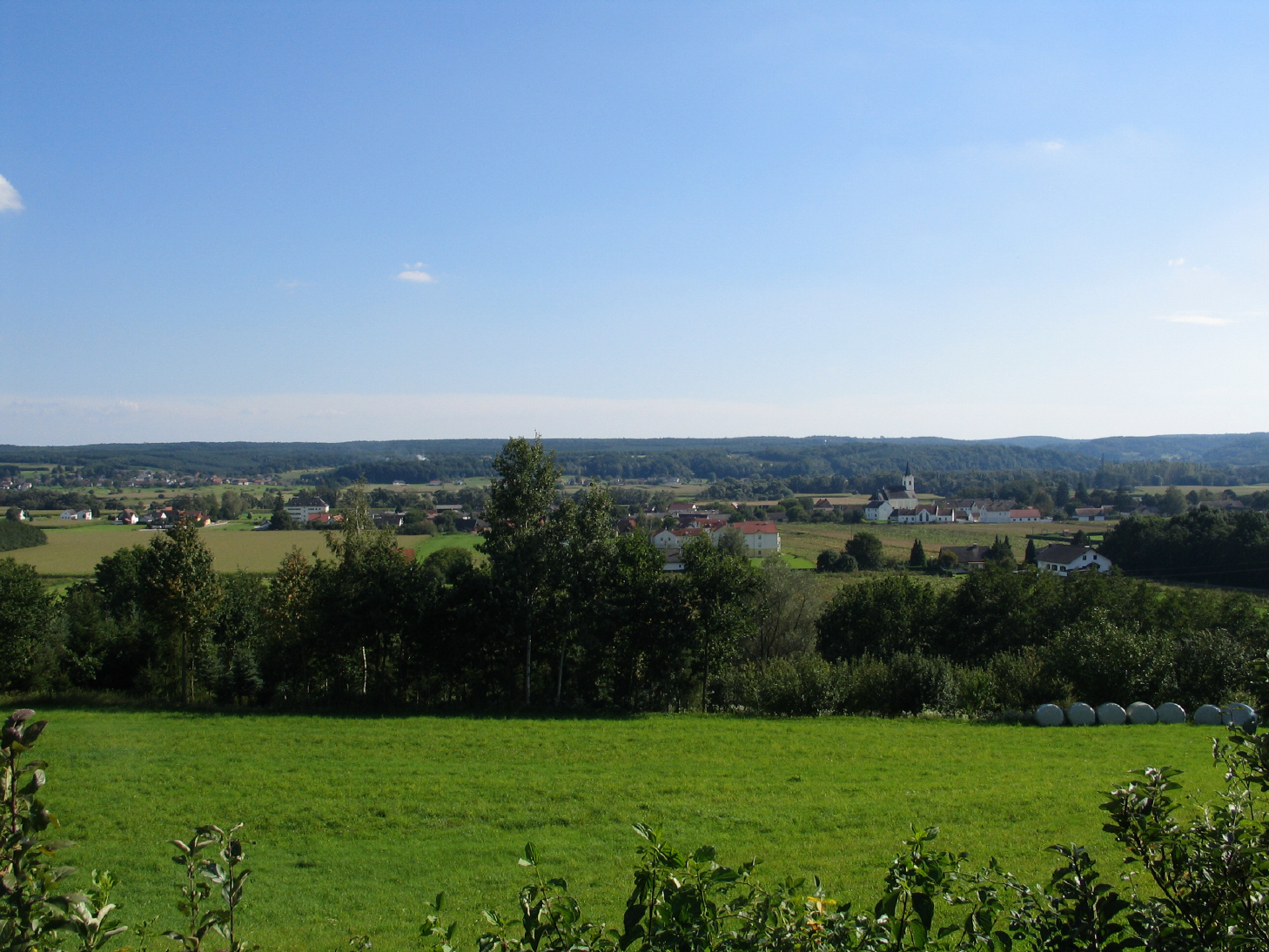
La valle della Raab vista dal lieve rilievo, l'ultimo colle austriaco, dal quale il Montecuccoli avrebbe comandato la battaglia. Oltre le colline all'orizzonte, in territorio magiaro, era il grande accampamento del Gran Visir. Foto A. Saltini, Archivio Nuova terra antica

## Le forze in campo
Le forze a disposizione di Montecuccoli sulla riva della Raab comprendevano un totale di circa 15000 fanti e 9000 cavalieri e 25 cannoni così divisi:
- casa d'Asburgo: 5 000 fanti, 5 900 cavalieri, 10 cannoni, comandati da Raimondo Montecuccoli
- Imperiali: 6 200 fanti, 1 200 cavalieri, 14 cannoni comandati da Wolfgang Hohenlohe
- Principati del Reno: 600 fanti, 300 cavalieri
- Francia: 3 500 fanti e 1 900 cavalieri, comandati da Jean de Coligny-Saligny, mentre al comando della cavalleria francese si trovava il generale de Gassion ed al comando della fanteria il generale La Feuillade.
- Reparti misti Croati, Ungheresi, Boemi e Piemontesi

La qualità delle forze era molto alta sia per gli imperiali che per i francesi, che avevano mandato reggimenti scelti e quanto avevano di meglio per quanto riguardava la cavalleria, mentre le truppe dei principi tedeschi erano di qualità inferiore, nonostante la presenza di pochi reggimenti di élite.
Contrapposte a queste forze si trovavano circa 60 000 uomini al comando di Ahmed Köprülü, che comprendevano i migliori reggimenti dell'esercito ottomano, compresi diversi reggimenti di giannizzeri e di spahis.
La situazione del comando nell'esercito imperiale era estremamente difficile, in quanto si trattava di far operare congiuntamente truppe e comandanti che si erano riuniti solo da poche settimane, portatori di dottrine tattiche diverse e poco conosciuti gli uni agli altri. In queste condizioni Köprülü era estremamente fiducioso nella vittoria, tanto che aveva già fatto fondere dodici cannoni di grosso calibro, destinati al bombardamento di Vienna

## La battaglia
Per tutta la notte precedente la battaglia l'artiglieria turca, forte di ben 360 cannoni, bombardò le posizioni degli imperiali, più per impedire agli avversari di schierarsi tranquillamente che per provocare perdite. Comunque lo scopo principale era quello di impedire a Montecuccoli di schierare liberamente le proprie forze a difesa ravvicinata del guado (che si trovava al vertice dell'ansa della Raab).
Le truppe imperiali erano schierate con gli asburgici all'ala destra ed i francesi all'ala sinistra, mentre il centro era tenuto dalle truppe dei principi tedeschi. All'alba del 1º agosto un migliaio di cavalieri turchi attraversarono il fiume per impegnare l'ala destra, tentando un avvolgimento, ma furono facilmente respinti dall'intervento di dragoni, cavalieri croati e tedeschi al comando del generale Johann von Sporck.
Alle 9 del mattino invece arrivò quello che doveva essere il colpo di maglio degli ottomani: i migliori reggimenti turchi, preceduti dai reggimenti di giannizzeri e spahis, attraversarono la Raab (che, in quel punto, formava un'ansa con la concavità verso gli imperiali) ed impegnarono le forze dei principi tedeschi (le meno valide dell'esercito). Lo scopo era di tagliare in due l'esercito imperiale e successivamente battere in terreno aperto le due ali separatamente.

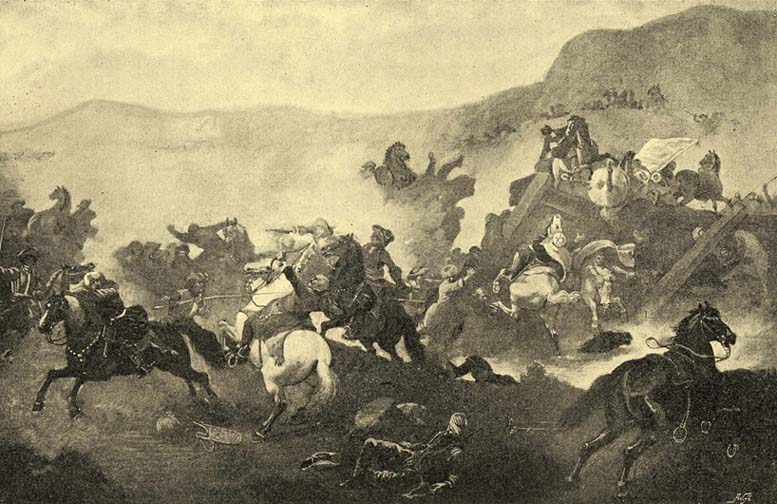
Scena della battaglia

Le truppe tedesche ressero al primo assalto, e, mentre i giannizzeri si ritiravano in buon ordine, si gettarono al loro inseguimento, contravvenendo agli ordini espliciti di Montecuccoli. Il contrattacco turco fu devastante e mise in rotta quasi tutto il centro imperiale. Montecuccoli, per evitare il disastro, ordinò che ogni reparto si attestasse a difesa e non modificasse la sua posizione senza ordini espliciti. Una convergenza al centro incontrollata avrebbe portato ad una riduzione del fronte dell'esercito, quindi ad un avvolgimento alle ali e a un massacro da parte delle truppe ottomane, che erano nettamente superiori di numero. Al centro inviò due reggimenti di fanteria ed un reggimento di corazzieri, al comando del marchese Erberto Pio di Savoia. Due dei tre reggimenti inviati in rinforzo persero i colonnelli mentre erano alla loro testa, a quel punto i tedeschi ruppero, fuggendo e perdendo il villaggio di Mogersdorf.
In quel momento l'ala sinistra dell'esercito era isolata dal centro ed i turchi inseguivano i tedeschi oltre al villaggio. Montecuccoli, avendo visto la possibilità tattica, lanciò contro il fianco dei reggimenti ottomani, che, nel furioso combattimento, avevano perso anch'essi la loro compattezza, i reggimenti tedeschi di riserva e tre reggimenti scelti austriaci. I giannizzeri furono costretti a ritirarsi entro l'ansa della Raab; alcuni di essi, arroccati nelle case di Mogersdorf, combatterono fino alla fine.
Era mezzogiorno, ormai i turchi avevano forzato il fiume e stavano preparando trincee per fortificare le loro posizioni. Montecuccoli convocò al suo comando tutti i comandanti in sottordine, mettendo chiaramente in evidenza che, se non avessero contrattaccato immediatamente, la superiorità numerica ottomana avrebbe finito per costringerli a cedere la posizione vantaggiosa, l'unica rimasta sulla via per Vienna. Un attacco a fondo contro i turchi avrebbe comportato un impiego massiccio del contingente francese (fino a quel momento praticamente non impegnato), ed il Coligny era contrario, affermando che «il suo re gli aveva affidato il fior fiore delle proprie truppe e che egli non poteva rischiarne la distruzione». Si schierarono invece a favore di un contrattacco immediato, oltre a Montecuccoli, il comandante tedesco Hohenlohe ed i comandanti francesi La Feuillade e Beauvezé.
Intanto Köprülü, visto il successo, stava trasferendo tutte le sue truppe oltre il fiume. Sul centro dello schieramento imperiale stava premendo una colonna di 4000 spahis freschi, mentre altri 10000 ottomani erano pronti a gettarsi nella breccia per sfruttare il successo delle truppe scelte. Inoltre un forte reparto di cavalleria leggera era riuscito a traversare il fiume a sinistra delle forze imperiali e la cavalleria turca minacciava un nuovo attacco alla destra. Montecuccoli, per parare la minaccia della cavalleria, inviò a destra von Sporck con tre reggimenti scelti (fra cui il "suo" reggimento Montecuccoli), ultime riserve che gli erano rimaste. Alle 13, con l'attacco degli spahis contenuto, Montecuccoli schierò alle ali battaglioni di fanteria e squadroni di cavalleria alternati e li fece marciare verso il retro della testa di ponte turca. Quando le truppe turche videro il loro spazio ridotto e le loro linee di ritirata minacciate cominciarono a lasciarsi prendere dal panico. La rotta turca provocò numerosi annegamenti nel tentativo di ripassare la Raab, ed a nulla valsero i tentativi di Köprülü di riprendere il controllo dei suoi uomini. Le forze turche, riorganizzate, si posero immediatamente in ritirata abbandonando il treno logistico e l'artiglieria.
Sul campo erano rimasti 15000 ottomani, fra cui tre pascià. Il bottino degli imperiali fu di 40 bandiere, oltre 1000 cavalli e cammelli e una grande quantità di equipaggiamento ed armi, compresa tutta l'artiglieria turca. Le perdite imperiali erano state di circa 2000 uomini fra morti e feriti

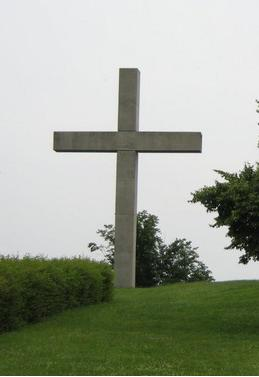
Monumento sul campo di battaglia

## Le conseguenze
La battaglia era stata una vittoria decisiva, ma, appena conseguita, la coalizione cominciò a sciogliersi, e Montecuccoli rimase solo con le truppe asburgiche, in numero troppo esiguo per effettuare un inseguimento su un nemico che, pur essendo battuto, era comunque in numero più che doppio. Quindi, appena la Porta propose trattative all'imperatore, fu accettata la tregua di Vasvár, che poneva condizioni poco più che simboliche all'impero ottomano, tornando praticamente allo status quo ante. Sebbene i popoli della Croazia e dell'Ungheria aspettassero una continuazione della campagna, l'imperatore riconobbe il controllo dell'Impero ottomano sull'Ungheria.
Nonostante le condizioni umilianti per un vincitore questa tregua ebbe un effetto estremamente benefico per il futuro dell'Austria, che, avendo compreso il pericolo, si affrettò a fortificare Vienna, che, nel 1683, fu in grado di resistere all'assedio turco fino all'arrivo di Sobieski, che allontanò definitivamente il pericolo turco dall'impero asburgico. Inoltre la consapevolezza del pericolo spinse gli Asburgo a riorganizzare l'esercito, che, da una forza di 20000 uomini (altamente addestrati) passò, con il sistema della Landwehr (esercito territoriale) ad una milizia di 100000 uomini, in grado praticamente di tenere testa a qualsiasi esercito europeo.

## Considerazioni tattiche sulla battaglia
Già il 30 luglio Montecuccoli aveva dato le direttive tattiche per la battaglia imminente. Prevedendo correttamente che la battaglia doveva essere decisa dal fuoco e non dall'urto (in cui sarebbe stato avvantaggiato l'esercito ottomano, superiore di numero), diede l'ordine ai moschettieri di disporsi su due righe, sparando con "fuoco di fila", cioè mentre una delle due righe sparava l'altra doveva ricaricare le proprie armi, escludendo quindi la pratica (molto diffusa all'epoca) di una salva sparata contemporaneamente da tutte le armi, che avrebbe permesso al nemico di avvicinarsi ai picchieri (azione d'urto). Inoltre, per appoggiare anche l'urto di cavalleria con il fuoco, ad ogni squadrone di cavalleria assegnò un plotone di 24 moschettieri. Come ulteriore previsione tattica di impiego aveva raccomandato un uso di "armi combinate" fra fanteria e cavalleria pesante, con la sola cavalleria leggera incaricata di sfruttare eventuali brecce dello schieramento nemico.
La battaglia vide due fasi tattiche distinte, nella prima l'abilità di Montecuccoli impedì che il centro dello schieramento imperiale, attaccato più volte da forze preponderanti, collassasse. In questa fase fu fondamentale l'utilizzo estremamente oculato, considerando soprattutto l'enorme preponderanza numerica del nemico, delle riserve e la disposizione tattica per il fuoco dei moschettieri, che servì a fermare gli assalti condotti dalle migliori truppe disponibili nell'esercito ottomano.
Nella seconda fase (dopo le 13) Montecuccoli vide chiaramente la possibilità di ripetere lo schema che Annibale aveva applicato nella battaglia di Canne, cioè, una volta che il centro si fosse inflesso attirando un numero eccessivo di soldati nemici in uno spazio limitato, effettuare un attacco convergente da entrambe le ali. In questo modo il numero stesso dei nemici, ammassati in uno spazio ristretto, che tendeva sempre più a restringersi, avrebbe impedito un'azione difensiva efficace e portato al collasso totale dell'esercito.

## Riferimenti
- Le opere di Raimondo Montecuccoli, curate da Raimondo Luraghi, in 3 volumi, USSME, 2ª edizione, Roma, 2000[14]
- Informazioni ricavate dalla voce Battle of Saint Gotthard (1664) di en.wiki, nella versione del 3/8/2008